# Distretto di Erzincan
Il distretto di Erzincan (in turco Erzincan ilçesi) è uno dei distretti della provincia di Erzincan, in Turchia.